# Saint-Genix-les-Villages
Saint-Genix-les-Villages – gmina we Francji, w regionie Owernia-Rodan-Alpy, w departamencie Sabaudia. W 2016 roku liczba ludności wynosiła 3031 mieszkańców. 
Gmina została utworzona 1 stycznia 2019 roku z połączenia trzech ówczesnych gmin: Gresin, Saint-Genix-sur-Guiers oraz Saint-Maurice-de-Rotherens. Siedzibą gminy została miejscowość Saint-Genix-sur-Guiers. 